# Kazimierz Bogacz (elektryk)
Kazimierz Bogacz (ur. 13 grudnia 1905 w Tustanowicach, zm. 17 października 1960) – polski wykładowca.

## Życiorys

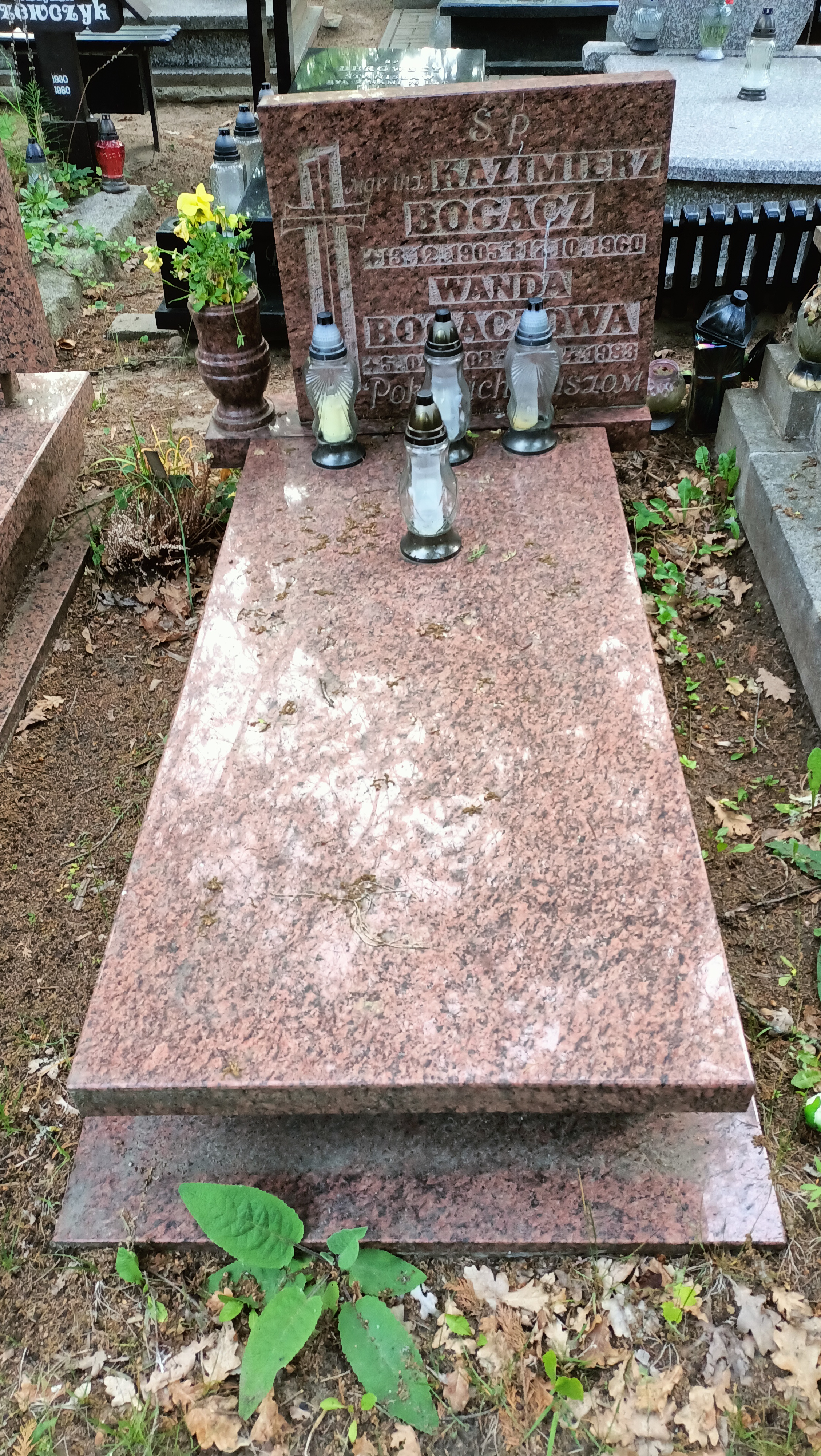
Grób Kazimierza Bogacza na cmentarzu Oliwskim w Gdańsku

Urodził się w Tustanowicach (pow. Drohobycz, woj. lwowskie). Syn Michała i Ludwiki z d. Skrzęta. Od 1919 uczęszczał do Prywatnego Gimnazjum Humanistycznego w Borysławiu. Po zdaniu matury 16 grudnia 1927 rozpoczął studia na Wydziale Mechanicznym Politechniki Lwowskiej. Dyplom inżyniera elektryka uzyskał 20 grudnia 1935 za projekt linii dalekosiężnej. 1 kwietnia 1939 rozpoczął pracę w Wydz. Narzędziowni Państwowej Wytwórni Uzbrojenia Fabryki Broni w Radomiu - najpierw jako inż. praktykant, potem młodszy asystent. 1 czerwca 1938 przeniesiono go do Fabryki Amunicji nr 2 w Dąbrowie (k. Kraśnika) na stanowisko inżyniera budowy. Po jej ukończeniu był do 10 września 1939 I zastępcą kierownika Wydziału Narzędziowni. Wykorzystał swoje doświadczenie dotyczące obrabiarek dostosowanych do wielkoseryjnej produkcji, przygotowując opracowanie Cyjanowanie narzędzi tnących. Staje się ekspertem narzędziowym.11 września 1939, po ewakuacji wraz z fabryką do Krzemieńca, udał się do Lublina (13 października 1939). Do Gdańska przybył 13 sierpnia 1945. Kierował tu Fabryką Narzędzi (dawniej: AEG i Kollinger), a następnie został dyrektorem technicznym, potem p.o. dyrektorem naczelnym Gdańskiej Fabryki Obrabiarek. 15 lutego 1947 zrezygnował ze stanowiska na rzecz Politechniki Gdańskiej. Pracował tu już wcześniej w Katedrze Rysunku Technicznego Wydziału Elektrycznego, najpierw jako starszy asystent (od 27 listopada 1945), potem adiunkt. Od 1 września 1947 prowadził wykłady z części maszyn na Wydziale Elektrycznym PG i pisał skrypt na ten temat dla elektryków. Od 1949 kierował Katedrą Części Maszyn Elektrycznych, której nazwę zmieniono w 1953 na Katedra Części Maszyn i Przyrządów Elektrycznych. 1 stycznia 1953 powołano go na stanowisko kierownika tej katedry. W 1957 r. pracował także w Instytucie Maszyn Przepływowych PAN. W latach 1958-1960 był prodziekanem Wydziału Elektrycznego Politechniki Gdańskiej. Został pochowany na cmentarzu Oliwskim.

## Odznaczenia
- Medal 10-lecia Polski Ludowej[1]

## Życie prywatne
Żonaty od 5 sierpnia 1933 z Józefą Wandą z d. Kozłowską (ur. 5 lutego 1908), miał z nią córkę Bożenę (ur. 22 czerwca 1939) i synów - Leszka (ur. 1 stycznia 1947) oraz Janusza Marię (ur. 25 marca 1949).